# Danny Ildefonso
Danilo "Danny" Idelfonso (Urdaneta, 9 december 1976) is een  Filipijns basketbalspeler. Idelfonso was in 1998 PBA Rookie van het jaar. Tevens won hij in 1998 en 1999 de PBA Most Valuable Player Award. Hij is daarmee een van de drie spelers uit de geschiedenis van de Philippine Basketball Association (PBA), die deze onderscheiding in twee opeenvolgende seizoenen wonnen. Ook was Idelfonso in 2001 de eerste speler ooit die in vier opeenvolgende kampioenschappen tot beste speler van het kampioenschap werd gekozen.

## Carrière
Idelfonso groeide op in provincie Pangasinan op het grootste Filipijnse eiland Luzon. Hij dacht later in navolging van zijn vader boer te zullen worden. Hij werd echter, vanwege zijn lengte en basketbaltalent, op jonge leeftijd gescout bij de lokale basketbalclub en kreeg hij de mogelijkheid om collegebasketbal te spelen voor de National University Buldogs in de UAAP. Hij speelde daar onder meer samen met zijn provinciegenoot Lordy Trugade. Aansluitend speelde hij voor AGFA in de Philippine Basketball League (PBL), waarmee hij in de finaleseries voor het kampioenschap verloor van Tanduay. Idelfonso maakte tevens onderdeel uit van het Filipijns nationaal basketbalteam dat bij de Zuidoost-Aziatische Spelen van 1997 de gouden medaille won.
In 1998 meldde hij zich aan voor de PBA draft. Idelfonso had in de twee jaar dat hij in de PBL speelde grote indruk gemaakt en werd bij de draft dan ook als eerste gekozen door Shell. Hij werd vervolgens direct geruild tegen Noy Castillo van de San Miguel Beermasters, die Shell tevens een vergoeding betaalden. Bovendien moest San Miguel een tegelijkertijd door Idelfonso afgesloten contract met de nieuw opgerichte Metropolitan Basketball Association, afkopen. De investering betaalde zich uit. In het PBA seizoen 2001 leidde Idelfonso de Beermen samen met Nelson Asaytona naar finaleplaatsen in de All-Filipino Cup en de Commissioner's Cup. Beide finales werden verloren van de Alaska Aces. Aan het einde van het seizoen werd Ildefonso tot Rookie van het jaar gekozen. Met een gemiddelde van 11,6 punten per wedstrijd bleef hij alle andere rookies voor.
Het seizoen erop wonnen de San Miguel Beermen met Idelfonso de Commissioner’s Cup en de Governors Cup. Daarmee kwam er voor San Miguel een einde aan een periode van vijf jaar zonder kampioenschappen. In het seizoen 2000 herhaalden de Beermen deze prestatie. Idelfonso werd bovendien gekozen tot beste speler van de Commissioner’s Cup en beste speler van de Governors Cup. Tevens werd hij aan het einde van het seizoen gekroond tot Most Valuable Player (MVP) van het jaar. Ook in het seizoen 2001 zetten de San Miguel Beermen onder leiding van Idelfonso deze goede vorm door. De All-Filipino Cup, het eerste kampioenschap van 2002 werd gewonnen. In de Commissioner’s Cup en de Governors Cup werd de finale behaald. Idelfonso werd in alle drie de competities uitgeroepen tot beste speler van het kampioenschap. Hij werd daarmee de eerste PBA-speler uit de geschiedenis die vijf beste speler-onderscheidingen op rij won. Tevens werd hij opnieuw gekroond tot MVP van het jaar. Daarmee werd hij naast Bogs Adornado and Alvin Patrimonio een van de drie PBA-spelers, die tweemaal op rij tot MVP van het jaar uitgeroepen werden.
In 2002 verliet hij San Miguel enige tijd om voor het Filipijns nationaal basketbalteam. Het Filipijnse basketbalteam bereidde zich in die periode voor op de Aziatische Spelen van 2002 in Busan. De Filipijnen behaalde daar met Ildefonso de vierde plek. Hijzelf speelde echter een wat ongelukkig toernooi, omdat hij door coach Joseph Uichico niet op zijn favoriete positie van Power-forward mocht spelen, maar werd opgesteld als Small-forward. Na het toernooi keerde Ildefonso terug bij de San Miguel Beermen in het toernooi om de All-Filipino Cup, waar ze op de derde plek eindigden.
Het seizoen 2003 en het begin van 2004/05 speelde Ildefonso door blessures niet alle wedstrijden en behaalde hij ook niet het niveau van de seizoenen ervoor. De tweede helft van het seizoen 2004/05 veranderde dat. Ildefonso was beslissend in de halve finale series van de Fiesta Conference tegen Red Bull en in de finales series tegen Talk 'N Text. San Miguel behaalde zijn eerste titel sinds 2001 en Ildefonso werd uitgeroepen tot MVP van de finale series. In het seizoen 2006/07 kwam Ildefonso negatief in het nieuws toen hij in de halve finale van de Philippine Cup uit het veld werd gestuurd na twee technische fouten. Hij werd door de PBA beboet met 5000 peso. Het seizoen 2008/09 miste hij door blessures opnieuw veel wedstrijden. Wel werd hij in april 2008 gekozen om te spelen in het All-Star team, maar deed vanwege persoonlijke omstandigheden niet mee aan de All-Star wedstrijd.

## Statistieken
| Jaar             | Team                    | G   | Min/G | FG%  | 3P%  | FT%  | RPG | APG | SPG | BPG | PPG  |
| ---------------- | ----------------------- | --- | ----- | ---- | ---- | ---- | --- | --- | --- | --- | ---- |
| 1998             | San Miguel              | 74  | 32.8  | .497 | .222 | .700 | 5.0 | 1.6 | .2  | 1.0 | 11.7 |
| 1999             | San Miguel              | 55  | 41.7  | .481 | .125 | .725 | 8.8 | 2.0 | .5  | 1.2 | 12.9 |
| 2000             | San Miguel              | 55  | 38.8  | .482 | .154 | .744 | 8.8 | 3.2 | .4  | .8  | 15.2 |
| 2001             | San Miguel              | 70  | 42.2  | .433 | .222 | .675 | 8.6 | 4.5 | .7  | .9  | 14.7 |
| 2002             | San Miguel              | 12  | 35.3  | .472 | .417 | .639 | 7.8 | 4.2 | .5  | .5  | 12.3 |
| 2003             | San Miguel              | 36  | 29.8  | .470 | .250 | .715 | 6.4 | 2.4 | 1.0 | 1.1 | 13.0 |
| 2004/05          | San Miguel              | 65  | 29.9  | .479 | .143 | .660 | 7.0 | 2.4 | 1.0 | .7  | 12.7 |
| 2005/06          | San Miguel              | 44  | 32.4  | .434 | .250 | .656 | 6.4 | 3.1 | .6  | .8  | 12.1 |
| 2006/07          | San Miguel              | 48  | 28.0  | .475 | .000 | .651 | 6.6 | 2.3 | .7  | .7  | 12.4 |
| 2007/08          | Magnolia                | 40  | 25.2  | .452 | .158 | .690 | 4.8 | 1.9 | .9  | .5  | 9.7  |
| 2008/09          | San Miguel              | 19  | 21.6  | .436 | .000 | .642 | 4.5 | 1.4 | .5  | .3  | 10.4 |
| 2009/10          | San Miguel              | 39  | 17.0  | .449 | .500 | .673 | 3.2 | 1.0 | .3  | .4  | 6.9  |
| 2010/11          | San Miguel/Petron Blaze | 48  | 23.2  | .508 | .143 | .549 | 4.9 | 2.3 | .6  | .5  | 7.5  |
| 2011/12          | Petron Blaze            | 29  | 23.9  | .471 | .100 | .540 | 6.0 | 2.4 | .8  | .8  | 8.3  |
| Totalen carrière |                         | 634 | 31.5  | .468 | .200 | .679 | 6.5 | 2.5 | 0.6 | 0.8 | 11.8 |

## Bron
- (en)  Christian Bocobo en Beth Celis, Legends and Heroes of Philippine Basketball, The House Printers, Manilla (2004)